# Алтедо (Болоња)
Алтедо (итал. Altedo) је насеље у Италији у округу Болоња, региону Емилија-Ромања.
Према процени из 2011. у насељу је живело 4549 становника. Насеље се налази на надморској висини од 14 м.